# Richard A. Dysart
Richard A. Dysart est un acteur américain, né le 30 mars 1929 à Boston et mort le 5 avril 2015 à Santa Monica.

## Biographie

### Origines
Richard Allen Dysart naît en 1929 à Boston (Massachusetts), dans le quartier de Brighton.

### Parcours
Richard A. Dysart a servi durant quatre ans dans l'US Air Force durant la guerre de Corée. Il débute au cinéma en 1979, en 1982 il joue dans The Thing de John Carpenter et en 1985 dans Pale Rider, le cavalier solitaire de et avec Clint Eastwood.

### Vie privée
Richard A. Dysart a épousé l'artiste Kathryn Jacobi en 1987.

## Filmographie partielle
- 1974 : The Autobiography of Miss Jane Pittman
- 1975 : L'Odyssée du Hindenburg (Capitaine Ernst A. Lehmann)
- 1976 : Le Nouvel Homme invisible (Gemini man), épisode 1 : Leonard Driscoll
- 1978 : Meurtre à la carte (Columbo, saison 7, épisode 2)
- 1979 : Bienvenue, mister Chance (Being There)
- 1982 : The Thing : le docteur Copper
- 1985 : Mask
- 1985 : Le Jeu du faucon (The Falcon and the Snowman)
- 1985 : Pale Rider, le cavalier solitaire (Pale Rider)
- 1990 : Retour vers le futur 3 (Back to the Future Part III) : le représentant en fil de fer barbelé
- 1993 : Bobby et Marilyn (Marilyn & Bobby: Her Final Affair), de Bradford May (téléfilm) : J. Edgar Hoover
- 1998 : Pluie d'enfer (Hard Rain)
- 1986-1994 : La Loi de Los Angeles (série télévisée)

## Distinctions
- Primetime Emmy Awards 1992 : meilleur acteur dans un second rôle dans une série télévisée dramatique pour  La Loi de Los Angeles